# Veliká Ves (Ústí nad Labem)
Veliká Ves è un comune della Repubblica Ceca facente parte del distretto di Chomutov, nella regione di Ústí nad Labem.